# 清太祖皇五女
清太祖第五女（1597年—1613年），名不详。清太祖努尔哈赤第五女，生母為庶妃嘉穆瑚觉罗氏。

## 生平
她和巴布泰、穆库什、巴布海及第六女同母。1608年，嫁给了额亦都之子达启。1613年，清太祖第五女去世，享年十七歲。根据记载，她没有获得任何封号。依照当时的习俗，可称為格格。
根據內閣大庫檔案，在乾隆三年十二月二日，三等侍衛蘇爾耐呈稱曾祖母為太祖高皇帝第六女時，有關部門參考了乾隆三年七月，追封內三等侍衞阿必達的祖母太宗文皇帝之女為和碩公主一例。由此可見，努爾哈齊第五女被追封為和碩公主，依照和碩公主之例修理墳院和設立墳戶。